# Книппель
Книппель (также книпель, нидерл. knuppel — «дубинка») — снаряд корабельной артиллерии во времена парусного флота. Снаряд предназначался для разрушения такелажа и парусов и состоял из двух
массивных чугунных деталей (ядер, полуядер, цилиндров), соединённых железным стержнем.
В русском языке впервые употреблён в Морском уставе от 13 апреля 1720 года. В английском языке известен как англ. bar shot.
Использовался сравнительно недолго и был заменён более эффективным так называемым цепным книппелем.

## Другие значения
Книпель (от нем. Knüрреl, дубинка) — ось токарного станка.